# Inanna Fossa
L'Inanna Fossa è una struttura geologica della superficie di Plutone.